# ペトシムパラス (小惑星)
ペトシムパラス (21087 Petsimpallas) は小惑星帯に位置する小惑星。ベルギーの天文学者エリック・ヴァルター・エルストがヨーロッパ南天天文台で発見した。
石鉄隕石の分類の一つのパラサイトにも名付けられているドイツの博物学者、ペーター・ジーモン・パラスに因んで命名された。